# Mabel-Insel
Die Mabel-Insel (russisch Остров Мейбел, Ostrow Meibel) ist eine unbewohnte Insel des zu Russland gehörenden arktischen Franz-Josef-Lands.
Sie liegt am westlichen Südrand des Archipels. Von der Bell-Insel im Südwesten ist sie durch die nur 800 m breite Eira-Straße getrennt, von der Bruce-Insel im Nordosten durch die 4 km breite Bates-Straße. Die drei Inseln grenzen im Nordwesten an die Nightingale-Straße. Die Mabel-Insel ist etwa 40 km² groß und hat die ungefähre Form eines gleichseitigen Dreiecks. Der größte Teil der Insel ist von einer Eiskappe bedeckt, vor allem im Süden gibt es aber auch größere unvergletscherte Flächen. Ein markanter Berg, der die Eiskappe an ihrem südlichen Rand überragt, ist mit 356 m der höchste der Insel.
Die Mabel-Insel wurde am 18. August 1880 von Benjamin Leigh Smith entdeckt, der sie nach seiner Lieblingsnichte Amable Ludlow (1860–1939), der Tochter seiner Schwester Isabella (1830–1873) und General John Ludlows (1801–1881) benannte. Leigh Smith fand zwischen Bell-, Mabel-, Bruce- und Northbrook-Insel einen geschützten Platz, dem er nach seinem Schiff den Namen Eirahafen gab. Als Nächster erreichte der britische Polarforscher Frederick Jackson die Mabel-Insel im Jahr 1897 auf einer Entdeckungstour in den Westen Franz-Josef-Lands.
Im August 1914 fuhren die letzten Überlebenden der Brussilow-Expedition, Walerian Albanow und Alexander Konrad (1890–1940), im Kajak südlich an der Insel vorbei. Sie wurden am Kap Flora der Northbrook-Insel von der Sedow-Expedition gerettet. Das Südkap der Mabel-Insel erhielt später den Namen Kap Konrad.